# خانه مصطفییی (شهرداری)
خانه مصطفایی (شهرداری) مربوط به دوره پهلوی است و در شهرستان ترکمن، بخش گمیشان، شهر گمیش تپه، خیابان عبدی جان آخوند، اولین فرعی، سمت چپ واقع شده و این اثر در تاریخ ۷ خرداد ۱۳۸۷ با شمارهٔ ثبت ۲۳۰۰۹ به‌عنوان یکی از آثار ملی ایران به ثبت رسیده است.